# Aragua mamestrina
Aragua mamestrina là một loài bướm đêm trong họ Geometridae.